# Libanonbjerget
Libanonbjerget (arabisk: جَبَل لُبْنَان = jabal lubnān, på libanesisk arabisk udtalt som ˈʒɛbəl lɪbˈneːn) er en bjergkæde i Libanon. Den når i gennemsnit op i 2.500 meter over havets overflade.

## Geografi
Den bjergkæde, der hedder Libanonbjerget, strækker sig ca. 170 km på langs af hele landet og parallelt med Middelhavets kyst. Den højeste top hedder Qurnat as Sawda' og er 3.088 m højt. Bjergkæden får en betydelig nedbørsmængde, heriblandt også som sne i et ca. 4 m tykt lag pr. år.
Libanon er historisk set blevet kendetegnet ved sine bjerge, der gav beskyttelse for lokalbefolkningen. I Libanon skyldes landskabernes vekslende karakter mindre afstanden mellem dem end højdeforskelle. Bjergene har været kendt for deres ege- og fyrreskove. De sidste tilbageblevne voksesteder med de berømte libanoncedertræer (Cedrus libani subsp. libani) findes på Libanonbjergets højeste skråninger i den beskyttede naturpark, Cedars of God, som er et Verdensarvområde.
Fønikerne brugte skovene på Libanonbjerget som materialer til bygning af deres flåde og i deres handel med naboerne i Mellemøsten. Fønikerne og deres senere herskere genplantede og genskabte konstant skovene på bjergene. Selv så sent som i den sidste del af det 16. århundrede var det skovbevoksede område imponerende.

## Etymologi
Navnet Libanonbjerget kan føres tilbage til det den semitisk-sproglige rod, lbn, der betyder "hvid", som sandsynligvis er en henvisning til de snedækkede bjerge.

## Historie
Libanonbjerget nævnes mange gange i det Gamle testamente (ofte oversat som ”Libanons bjerg”). Kong Hiram 1. af Tyros sendte bygmestre med cedertømmer, som let kunne skaffes på Libanonbjerget, for at de skulle bygge det jødiske tempel i Jerusalem. Siden dengang har den cederart, der bærer det botaniske navn Cedrus libani, ofte været forbundet med Libanonbjerget. Fønikerne brugte cedertræ til at bygge skibe, som de sejlede på Middelhavet med, og på den måde blev de først til at oprette landsbyer på Libanonbjerget, hvor man kunne leve af at fælde cedertræer og sende dem ned til kysten.
Eusebius beretter, at kejser Konstantin den Store ødelagde Venustemplet 'på toppen af Libanonbjerget'.
Efter det 5. århundrede ankom kristne munke, der var knyttet til en eremit ved navn Maron, fra dalen langs floden Orontes i det nordlige Syrien, og de begyndte at prædike deres religion for indbyggerne på den nordligste del af bjergkæden. Sent i det 8. århundrede slog en gruppe, der kaldtes Mardaiterne (eller Jarajima), sig ned i det nordlige Libanon på ordre fra den byzantinske kejser. Deres opgave var at lave angrebstogter ind på de muslimske områder af Syrien. De sluttede sig til lokalbefolkningen og nægtede at flytte væk, da kejseren lavede en aftale med kaliffen af Damaskus. På den måde blev de en del af det maronittiske samfund. Efter belejringen og tabet af Akko i 1291, da byen var den sidste af korsfarernes forposter i Mellemøsten, lykkedes det resterne af de europæiske nybyggere at undgå fangenskab hos mamelukkerne, ved at de slog sig ned i nordenden af Libanonbjerget og blev en del af maronitternes samfund.
I det 9. århundrede begyndte stammefolk fra "Jabal el Summaq"-området nord for Aleppo at slå sig ned i den sydlige halvdel af bjergkæden. Disse folk var kendt som Tanoukhiyoun, og i det 11. århundrede konverterede de til Druzernes tro og herskede over de dele af Libanonbjerget, som strækker sig fra Metn i nord og til Jezzine i syd. Hele dette område blev kendt som ‘Jabal ad-Duruz’. I begyndelsen af det 17. århundrede satte emir Fakhr-al-Din 2. sig på tronen i den drusiske del af bjergene, der er kendt som Chouf. I et forsøg på at samle hele Libanonbjerget åbnede han døren for de kristne og særligt for den maronittiske bebyggelse i Chouf og Metn.
Gennem det 18. og ind i det 19. århundrede slog flere og flere maronitter sig ned i de drusiske områder af bjergene. Druserne så disse maronittiske bosættelser som en trussel mod deres magt over Libanonbjerget, og der udbrød en mindre borgerkrig i området med en serie af sammenstød i 1840’erne og 1860’erne. Resultatet blev, at tusinder af kristne mistede livet. Druserne vandt en militær sejr, men fik ikke noget ud af det politisk, for de europæiske magter (mest Frankrig og Storbritannien) greb ind på maronitternes side og delte Libanonbjerget i to halvdele: en drusisk og en maronittisk. I erkendelse af, at deres magt var på retur i Libanonbjergene, begyndte nogle få libanesiske drusere at udvandre til et nyt Jabal ad-Duruz i det sydlige Syrien. I 1861 blev "Libanonbjerget" oprettet som et selvstyrende distrikt under Det osmanniske rige og med internationale garantier.
Gennem århundreder har maronitterne i egnen været beskyttet af den adelige familie, Khazen, som fik ansvaret af Pave Clemens X og Ludvig XIV af Frankrig, og som fik status som Sheik som belønning for at værne om fyrsterne Fakhr-al-Din II og Younès al-Maani. Khazenslægtens våbenskjold afspejler familiens særlige tilknytning til Libanonbjerget med billeder af snedækkede bjerge og et cedertræ.

## Som et politisk navn
Libanonbjerget er også blevet brugt som navn for to politiske områder: En halvvejs selvstyrende provins i det osmanniske Syrien, som eksisterede fra 1516, og det midterste guvernement i det moderne Libanon (se Guvernementet Libanonbjerget). Den administrative region Libanonbjerget opstod på en tid, hvor nationalismen var på fremgang efter borgerkrigen i 1860: Frankrig greb ind til fordel for egnens kristne befolkning, mens Storbritannien støttede druserne efter konflikten i 1860, da 10.000 kristne blev dræbt i sammenstød med druserne. I 1861 skabte man "Libanonbjerget" som selvstyrende distrikt, underlagt Det osmanniske rige, men med en international garanti. Det blev styret af en ikke-libanesisk, kristen borger i Osmannerriget, der lokalt blev kendt som "Mutasarrıf", (den som styrer distriktet Mutasarrifiyya). Der var et kristent flertal i befolkningen på Libanonbjerget, men med et betydeligt drusisk mindretal.
I årtier pressede Libanons kristne de europæiske magter for at få selvbestemmelse. Det skulle ske ved at udvide deres lille, libanesiske territorium til noget, de kaldte "Storlibanon", et geografisk område omfattende Libanonbjerget, kysten langs Middelhavet og Bekaadalen mod øst. Efter den 1. verdenskrig tog Frankrig magten i de tidligere osmanniske besiddelser i det nordlige Mellemøsten og udvidede Libanonbjergets grænser i 1920, så Storlibanon blev oprettet. Staten skulle befolkes med resterne af det kristne samfund i Mellemøsten. Mens de kristne endte med at få mere territorium, afsluttede de nye grænser i stedet deres dominans i den nyskabte stat, Libanon.